# Nigehörn
Nigehörn er en ubeboet tysk ø som sammen med Scharhörn ligger på en sandbanke ca. 15 km nordvest fra fastlandet ved Cuxhaven og 4 km fra øen Neuwerk. Politisk hører øen sammen med naboøerne Scharhörn og Neuwerk til bydelen Neuwerk i Hamborg, som ligger ca. 100 kilometer længere mod sydøst. Øen er en del af den 11.700 hektar store nationalpark Hamburgisches Wattenmeer.
For at sikre Scharhörns fugleliv, blev der 1989 sydvest for Scharhörn oppumpet 1,2 millioner kubikmeter sand til den nye kunstige ø Nigehörn "Neuer Winkel". Gennem udplantning af klitgræs og buske stabiliseres den nye ødannelse. Mellem de to øer befinder der sig nu saltenge bevokset med salturt. Den opfyldte landflade havde en størrelse på ca. 30 ha. Siden er øen blevet beplantet pionerplanter og vokser nu på en naturlig måde videre ud i Vadehavet mod øst og har foreløbig et areal på cirka 50 ha.
Med sin højde på indtil 5 meter over havet er Nigehörn overvejende sikret mod oversvømmelse, selvom den ubefæstede ø ved stormflod mister land.
Det beskyttede fugleområde med øerne Scharhörn og Nigehörn er under tilsyn af "Verein Jordsand". De to øer har tilsammen en længde på 2,75 km, en bredde på 1,5 km og en størrelse på ca. 500 ha.
Nigehörn må i modsætning til naboøen Scharhörn ikke betrædes. Scharhörn kan kun besøges ved officielle føringer eller ved at kontakte fuglevogteren.